# Liste der Nummer-eins-Hits in den britischen Charts (1962)
Dies ist eine Liste der Nummer-eins-Hits in den britischen Charts im Jahr 1962. Sie basiert auf den Official Singles Chart Top 50 und den Albums Chart Top 20, die vom Chart Information Network ermittelt wurden. Es gab in diesem Jahr 14 Nummer-eins-Singles und 8 Nummer-eins-Alben.

## Singles
| ← 1961 ← | Liste der Nummer-eins-Hits in den britischen Charts | Liste der Nummer-eins-Hits in den britischen Charts | Liste der Nummer-eins-Hits in den britischen Charts                                                                                        | 1963 →                    |
| \| Zeitraum \| Wo. ges. \| Interpret \| Titel Autor(en) \| Zusätzliche Informationen \| \| (Zeitraum, Wochen auf Platz eins, Interpret, Titel, Autor[en], zusätzliche Informationen) \| \| \| \| \| \| ----------------------------------------------------------------------------------------- \| -------- \| ----------------------------- \| ------------------------------------------------------------------------------------------------------------------------------------------ \| ------------------------- \| \| 22. Dezember 1961 – 4. Januar 1962 2 Wochen \| 2 \| Danny Williams \| Moon River Musik: Henry N. Mancini; Text: John H. Mercer \| – \| \| 5. Januar 1962 – 15. Februar 1962 6 Wochen \| 6 \| Cliff Richard & the Shadows \| The Young Ones Bruce Welch, Hank Brian Marvin \| – \| \| 16. Februar 1962 – 15. März 1962 4 Wochen \| 4 \| Elvis Presley \| Rock-A-Hula Baby / Can’t Help Falling in Love Fred Wise, Ben Weisman, Dolores Fuller / Luigi Creatore, Hugo E. Peretti, George David Weiss \| – \| \| 16. März 1962 – 10. Mai 1962 8 Wochen \| 8 \| The Shadows \| Wonderful Land Jerry Lordan \| – \| \| 11. Mai 1962 – 17. Mai 1962 1 Woche \| 1 \| B. Bumble & the Stingers \| Nut Rocker Peter Tschaikowsky; Bearbeiter: Kim Fowley \| – \| \| 18. Mai 1962 – 21. Juni 1962 5 Wochen \| 5 \| Elvis Presley \| Good Luck Charm Aaron Harold Schroeder, Wally Gold \| – \| \| 22. Juni 1962 – 5. Juli 1962 2 Wochen \| 2 \| Mike Sarne with Wendy Richard \| Come Outside Charles Blackwell \| – \| \| 6. Juli 1962 – 19. Juli 1962 2 Wochen \| 2 \| Ray Charles \| I Can’t Stop Lovin’ You Don Eugene Gibson \| – \| \| 20. Juli 1962 – 6. September 1962 7 Wochen \| 7 \| Frank Ifield \| I Remember You Musik: Victor Schertzinger; Text: John H. Mercer \| – \| \| 7. September 1962 – 27. September 1962 3 Wochen \| 3 \| Elvis Presley \| She’s Not You Jerry Leiber, Mike Stoller, Doc Pomus \| – \| \| 28. September 1962 – 1. November 1962 5 Wochen \| 5 \| The Tornados \| Telstar Joe Meek \| – \| \| 2. November 1962 – 6. Dezember 1962 5 Wochen \| 5 \| Frank Ifield \| Lovesick Blues Cliff Friend, Irving Mills \| – \| \| 7. Dezember 1962 – 26. Dezember 1962 3 Wochen \| 3 \| Elvis Presley \| Return to Sender Otis Blackwell, Winfield Scott \| – \| \| 27. Dezember 1962 – 17. Januar 1963 3 Wochen \| 3 \| Cliff Richard & the Shadows \| The Next Time / Bachelor Boy Buddy Kaye, Philip Springer / Bruce Welch, Cliff Richard \| – \| |                                                     |                                                     | |                           |
| ← 1961 |                                                     |                                                     | | → 1963 →                  |
| Zeitraum | Wo. ges.                                            | Interpret                                           | Titel Autor(en) | Zusätzliche Informationen |
| (Zeitraum, Wochen auf Platz eins, Interpret, Titel, Autor[en], zusätzliche Informationen) |                                                     |                                                     | |                           |
| 22. Dezember 1961 – 4. Januar 1962 2 Wochen | 2                                                   | Danny Williams                                      | Moon River Musik: Henry N. Mancini; Text: John H. Mercer                                                                                   | –                         |
| 5. Januar 1962 – 15. Februar 1962 6 Wochen | 6                                                   | Cliff Richard & the Shadows                         | The Young Ones Bruce Welch, Hank Brian Marvin                                                                                              | –                         |
| 16. Februar 1962 – 15. März 1962 4 Wochen | 4                                                   | Elvis Presley                                       | Rock-A-Hula Baby / Can’t Help Falling in Love Fred Wise, Ben Weisman, Dolores Fuller / Luigi Creatore, Hugo E. Peretti, George David Weiss | –                         |
| 16. März 1962 – 10. Mai 1962 8 Wochen | 8                                                   | The Shadows                                         | Wonderful Land Jerry Lordan | –                         |
| 11. Mai 1962 – 17. Mai 1962 1 Woche | 1                                                   | B. Bumble & the Stingers                            | Nut Rocker Peter Tschaikowsky; Bearbeiter: Kim Fowley                                                                                      | –                         |
| 18. Mai 1962 – 21. Juni 1962 5 Wochen | 5                                                   | Elvis Presley                                       | Good Luck Charm Aaron Harold Schroeder, Wally Gold                                                                                         | –                         |
| 22. Juni 1962 – 5. Juli 1962 2 Wochen | 2                                                   | Mike Sarne with Wendy Richard                       | Come Outside Charles Blackwell | –                         |
| 6. Juli 1962 – 19. Juli 1962 2 Wochen | 2                                                   | Ray Charles                                         | I Can’t Stop Lovin’ You Don Eugene Gibson                                                                                                  | –                         |
| 20. Juli 1962 – 6. September 1962 7 Wochen | 7                                                   | Frank Ifield                                        | I Remember You Musik: Victor Schertzinger; Text: John H. Mercer                                                                            | –                         |
| 7. September 1962 – 27. September 1962 3 Wochen | 3                                                   | Elvis Presley                                       | She’s Not You Jerry Leiber, Mike Stoller, Doc Pomus                                                                                        | –                         |
| 28. September 1962 – 1. November 1962 5 Wochen | 5                                                   | The Tornados                                        | Telstar Joe Meek | –                         |
| 2. November 1962 – 6. Dezember 1962 5 Wochen | 5                                                   | Frank Ifield                                        | Lovesick Blues Cliff Friend, Irving Mills                                                                                                  | –                         |
| 7. Dezember 1962 – 26. Dezember 1962 3 Wochen | 3                                                   | Elvis Presley                                       | Return to Sender Otis Blackwell, Winfield Scott                                                                                            | –                         |
| 27. Dezember 1962 – 17. Januar 1963 3 Wochen | 3                                                   | Cliff Richard & the Shadows                         | The Next Time / Bachelor Boy Buddy Kaye, Philip Springer / Bruce Welch, Cliff Richard                                                      | –                         |

## Alben
| ← 1961 ← | Liste der Nummer-eins-Hits in den britischen Charts | Liste der Nummer-eins-Hits in den britischen Charts | Liste der Nummer-eins-Hits in den britischen Charts | 1963 →                    |
| \| Zeitraum \| Wo. ges. \| Interpret \| Titel \| Zusätzliche Informationen \| \| (Zeitraum, Wochen auf Platz eins, Interpret, Titel, zusätzliche Informationen) \| \| \| \| \| \| ------------------------------------------------------------------------------ \| -------- \| ------------------------------------- \| ------------------------------------------- \| ------------------------- \| \| 31. Dezember 1961 – 6. Januar 1962 1 Woche (insgesamt 18) \| 18 \| Elvis Presley \| Blue Hawaii \| – \| \| 7. Januar 1962 – 17. Februar 1962 6 Wochen \| 6 \| Cliff Richard & the Shadows \| The Young Ones \| – \| \| 18. Februar 1962 – 16. Juni 1962 17 Wochen (insgesamt 18) \| 18 \| Elvis Presley \| Blue Hawaii \| – \| \| 17. Juni 1962 – 21. Juli 1962 5 Wochen (insgesamt 13) \| 13 \| (Soundtrack) \| West Side Story \| – \| \| 22. Juli 1962 – 25. August 1962 5 Wochen (insgesamt 6) \| 6 \| Elvis Presley \| Pot Luck \| – \| \| 26. August 1962 – 1. September 1962 1 Woche (insgesamt 13) \| 13 \| (Soundtrack) \| West Side Story \| – \| \| 2. September 1962 – 8. September 1962 1 Woche (insgesamt 6) \| 6 \| Elvis Presley \| Pot Luck \| – \| \| 9. September 1962 – 15. September 1962 1 Woche (insgesamt 13) \| 13 \| (Soundtrack) \| West Side Story \| – \| \| 16. September 1962 – 22. September 1962 1 Woche (insgesamt 2) \| 2 \| Kenny Ball, Chris Barber & Acker Bilk \| The Best of Ball, Barber and Bilk \| – \| \| 23. September 1962 – 13. Oktober 1962 3 Wochen (insgesamt 13) \| 13 \| (Soundtrack) \| West Side Story \| – \| \| 14. Oktober 1962 – 20. Oktober 1962 1 Woche (insgesamt 2) \| 2 \| Kenny Ball, Chris Barber & Acker Bilk \| The Best of Ball, Barber and Bilk \| – \| \| 21. Oktober 1962 – 10. November 1962 3 Wochen (insgesamt 7) \| 7 \| The Shadows \| Out of the Shadows \| – \| \| 11. November 1962 – 17. November 1962 1 Woche (insgesamt 13) \| 13 \| (Soundtrack) \| West Side Story \| – \| \| 18. November 1962 – 24. November 1962 1 Woche (insgesamt 7) \| 7 \| The Shadows \| Out of the Shadows \| – \| \| 25. November 1962 – 8. Dezember 1962 2 Wochen \| 2 \| George Mitchell Minstrels \| On Stage with the George Mitchell Minstrels \| – \| \| 9. Dezember 1962 – 15. Dezember 1962 1 Woche (insgesamt 13) \| 13 \| (Soundtrack) \| West Side Story \| – \| \| 16. Dezember 1962 – 22. Dezember 1962 1 Woche (insgesamt 7) \| 7 \| The Shadows \| Out of the Shadows \| – \| \| 23. Dezember 1962 – 5. Januar 1963 2 Wochen (insgesamt 9) \| 9 \| George Mitchell Minstrels \| The Black and White Minstrel Show \| – \| |                                                     |                                                     |                                                     |                           |
| ← 1961 |                                                     |                                                     |                                                     | → 1963 →                  |
| Zeitraum | Wo. ges.                                            | Interpret                                           | Titel                                               | Zusätzliche Informationen |
| (Zeitraum, Wochen auf Platz eins, Interpret, Titel, zusätzliche Informationen) |                                                     |                                                     |                                                     |                           |
| 31. Dezember 1961 – 6. Januar 1962 1 Woche (insgesamt 18) | 18                                                  | Elvis Presley                                       | Blue Hawaii                                         | –                         |
| 7. Januar 1962 – 17. Februar 1962 6 Wochen | 6                                                   | Cliff Richard & the Shadows                         | The Young Ones                                      | –                         |
| 18. Februar 1962 – 16. Juni 1962 17 Wochen (insgesamt 18) | 18                                                  | Elvis Presley                                       | Blue Hawaii                                         | –                         |
| 17. Juni 1962 – 21. Juli 1962 5 Wochen (insgesamt 13) | 13                                                  | (Soundtrack)                                        | West Side Story                                     | –                         |
| 22. Juli 1962 – 25. August 1962 5 Wochen (insgesamt 6) | 6                                                   | Elvis Presley                                       | Pot Luck                                            | –                         |
| 26. August 1962 – 1. September 1962 1 Woche (insgesamt 13) | 13                                                  | (Soundtrack)                                        | West Side Story                                     | –                         |
| 2. September 1962 – 8. September 1962 1 Woche (insgesamt 6) | 6                                                   | Elvis Presley                                       | Pot Luck                                            | –                         |
| 9. September 1962 – 15. September 1962 1 Woche (insgesamt 13) | 13                                                  | (Soundtrack)                                        | West Side Story                                     | –                         |
| 16. September 1962 – 22. September 1962 1 Woche (insgesamt 2) | 2                                                   | Kenny Ball, Chris Barber & Acker Bilk               | The Best of Ball, Barber and Bilk                   | –                         |
| 23. September 1962 – 13. Oktober 1962 3 Wochen (insgesamt 13) | 13                                                  | (Soundtrack)                                        | West Side Story                                     | –                         |
| 14. Oktober 1962 – 20. Oktober 1962 1 Woche (insgesamt 2) | 2                                                   | Kenny Ball, Chris Barber & Acker Bilk               | The Best of Ball, Barber and Bilk                   | –                         |
| 21. Oktober 1962 – 10. November 1962 3 Wochen (insgesamt 7) | 7                                                   | The Shadows                                         | Out of the Shadows                                  | –                         |
| 11. November 1962 – 17. November 1962 1 Woche (insgesamt 13) | 13                                                  | (Soundtrack)                                        | West Side Story                                     | –                         |
| 18. November 1962 – 24. November 1962 1 Woche (insgesamt 7) | 7                                                   | The Shadows                                         | Out of the Shadows                                  | –                         |
| 25. November 1962 – 8. Dezember 1962 2 Wochen | 2                                                   | George Mitchell Minstrels                           | On Stage with the George Mitchell Minstrels         | –                         |
| 9. Dezember 1962 – 15. Dezember 1962 1 Woche (insgesamt 13) | 13                                                  | (Soundtrack)                                        | West Side Story                                     | –                         |
| 16. Dezember 1962 – 22. Dezember 1962 1 Woche (insgesamt 7) | 7                                                   | The Shadows                                         | Out of the Shadows                                  | –                         |
| 23. Dezember 1962 – 5. Januar 1963 2 Wochen (insgesamt 9) | 9                                                   | George Mitchell Minstrels                           | The Black and White Minstrel Show                   | –                         |

Die Angaben basieren auf den offiziellen Verkaufshitparaden des Chart Information Networks für das Vereinigte Königreich. Die Datumsangaben beziehen sich auf das Gültigkeitsdatum der Charts, also jeweils die auf die Verkaufswoche folgende Woche.

## Jahreshitparaden
| ← 1961 ← | Liste der Nummer-eins-Hits in den britischen Charts | Liste der Nummer-eins-Hits in den britischen Charts                   | Liste der Nummer-eins-Hits in den britischen Charts | 1963 →   |
| \| Singles \| Position# \| Alben \| \| -------------------------------------------------------------------------------------------------------------------------------------------------------- \| --------- \| --------------------------------------------------------------------- \| \| Stranger on the Shore Mr Acker Bilk Acker Bilk \| 1 \| West Side Story (Soundtrack) \| \| I Remember You Frank Ifield Musik: Victor Schertzinger; Text: John H. Mercer \| 2 \| Blue Hawaii Elvis Presley \| \| Rock-A-Hula Baby / Can’t Help Falling in Love Elvis Presley Fred Wise, Ben Weisman, Dolores Fuller / Luigi Creatore, Hugo E. Peretti, George David Weiss \| 3 \| The Young Ones Cliff Richard & the Shadows \| \| Wonderful Land The Shadows Jerry Lordan \| 4 \| Pot Luck Elvis Presley \| \| Let’s Twist Again Chubby Checker Kal Mann, David Appell \| 5 \| Out of the Shadows The Shadows \| \| The Young Ones Cliff Richard & the Shadows Bruce Welch, Hank Brian Marvin \| 6 \| On Stage with the George Mitchell Minstrels George Mitchell Minstrels \| \| A Picture of You Joe Brown John James Beveridge, Peter Andrew Oakman \| 7 \| A Picture of You Joe Brown & the Bruvvers \| \| Good Luck Charm Elvis Presley Aaron Harold Schroeder, Wally Gold \| 8 \| Bobby Vee Meets the Crickets Bobby Vee & the Crickets \| \| Come Outside Mike Sarne with Wendy Richard Charles Blackwell \| 9 \| Tops with Me Helen Shapiro \| \| Telstar The Tornados Joe Meek \| 10 \| It’s Trad, Dad! (Soundtrack) \| |                                                     |                                                                       |                                                     |          |
| ← 1961 |                                                     |                                                                       |                                                     | → 1963 → |
| Singles | Position#                                           | Alben                                                                 |                                                     |          |
| Stranger on the Shore Mr Acker Bilk Acker Bilk | 1                                                   | West Side Story (Soundtrack)                                          |                                                     |          |
| I Remember You Frank Ifield Musik: Victor Schertzinger; Text: John H. Mercer | 2                                                   | Blue Hawaii Elvis Presley                                             |                                                     |          |
| Rock-A-Hula Baby / Can’t Help Falling in Love Elvis Presley Fred Wise, Ben Weisman, Dolores Fuller / Luigi Creatore, Hugo E. Peretti, George David Weiss | 3                                                   | The Young Ones Cliff Richard & the Shadows                            |                                                     |          |
| Wonderful Land The Shadows Jerry Lordan | 4                                                   | Pot Luck Elvis Presley                                                |                                                     |          |
| Let’s Twist Again Chubby Checker Kal Mann, David Appell | 5                                                   | Out of the Shadows The Shadows                                        |                                                     |          |
| The Young Ones Cliff Richard & the Shadows Bruce Welch, Hank Brian Marvin | 6                                                   | On Stage with the George Mitchell Minstrels George Mitchell Minstrels |                                                     |          |
| A Picture of You Joe Brown John James Beveridge, Peter Andrew Oakman | 7                                                   | A Picture of You Joe Brown & the Bruvvers                             |                                                     |          |
| Good Luck Charm Elvis Presley Aaron Harold Schroeder, Wally Gold | 8                                                   | Bobby Vee Meets the Crickets Bobby Vee & the Crickets                 |                                                     |          |
| Come Outside Mike Sarne with Wendy Richard Charles Blackwell | 9                                                   | Tops with Me Helen Shapiro                                            |                                                     |          |
| Telstar The Tornados Joe Meek | 10                                                  | It’s Trad, Dad! (Soundtrack)                                          |                                                     |          |